# 25e corps de réserve (Empire allemand)
Pour les articles homonymes, voir 25e corps d'armée.
Le 25e corps de réserve de l'armée allemande est formé au début de la Première Guerre mondiale dans le cadre de la première vague de mobilisation, principalement de volontaires en temps de guerre.

## Histoire

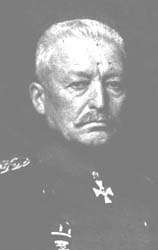
Reinhard von Scheffer Boyadel

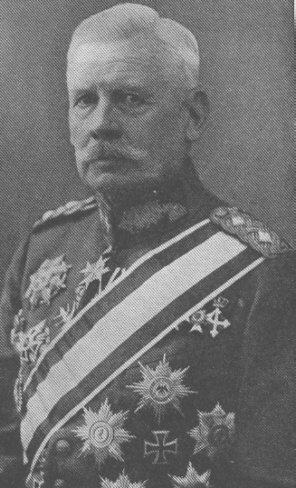
Arnold von Winckler

Le 25 août 1914, le général d'infanterie Reinhard von Scheffer-Boyadel est nommé général commandant du 25e corps de réserve nouvellement créé sur le front de l'Ouest. Lors de la première bataille d'Ypres, le corps se déplace vers le front de Est et est subordonné début novembre à la 9e armée allemande qui se déploie dans la région de Thorn. Avec le 1er corps de réserve, ils forment l'aile gauche de Mackensen et avancent de la Vistule vers le sud en direction de Kutno. Lors des combats de la 49e division de réserve dans la région de Włocławek, le commandant de la division von Briesen est tué le 12 novembre. À partir du 21 novembre 1914, le corps se retrouve dans le poche de Lowich pendant la bataille de Łódź. Les unités encerclées, avec à leur tête la 3e division de la garde du général Litzmann, réussissent à s'échapper vers l'est via Brzeziny jusqu'au 24 novembre 1914.
Après le grand retraite des troupes du front occidental russe, le "Corps Scheffer" est établi dans la région de Nowogrodek à l'automne 1915. En mars 1916, le 84e division d'infanterie, les 49e et 5e divisions de réserve sont subordonnées au corps au sud du Niémen. À partir du milieu de l'année 1916, le corps connaît des changements de commandants et est principalement engagé dans la partie centrale du front oriental. Lors de l'attaque de la 4e armée russe (général Ragoza) dans la région de Baranavitchy (juillet 1916), le corps envoie l'état-major de la 49e division de réserve, sous les ordres du major général von Zoellner (de), au secours du 12e corps impérial et royal (von Henriquez), fortement harcelé au nord du coude de Servech.
Lors de l'offensive Kerenski en juillet 1917, le corps fait partie de l'armée allemande du Sud et est établi avec les 15e et 24e division de réserve dans la région de Brzezany. Entre le 13 août et le 22 octobre 1917, le corps est également appelé "Groupe Czortkow".
Pendant l'offensive allemande du Printemps 1918, le corps est engagé sous les ordres du général Arnold von Winckler avec le groupe d'armée du prince héritier allemand sur le front Ouest. Après la percée allemande du 21 mars, le corps Winckler est transféré à la 18e armée allemande, est inséré en première ligne entre le 3e et 9e corps d'armée et dirige, avec la 52e division de réserve et la 206e division d'infanterie, l'avancée dans la zone au nord de Montdidier. À la suite de contre-attaques de l'armée française Debeney, l'avance de Winckler s'essouffle fin mars à Cantigny. Fin avril, libéré par le 26e corps de réserve dans ce secteur, le commandement général se déplace vers la 7e armée allemande pour "l'attaque Blücher" prévue sur l'Aisne. Au début de la troisième bataille de l'Aisne, le groupe Winckler a sous ses ordres la 1re division de la Garde, les 33e et 10e division de réserve dans la première réunion - ainsi que la 197e division d'infanterie qui suit. Le 27 mai, l'assaut du Chemin des Dames est donné. En l'espace de quelques jours, une percée est réalisée en direction de Fère-en-Tardenois, où l'avance s'enlise à nouveau. Lors de la contre-offensive franco-américaine à partir du 18 juillet, lors de la deuxième bataille de la Marne, la 40e division d'infanterie, la 78e division de réserve (de) et la 10e division d'infanterie royale bavaroise (de) sont subordonnées au corps pour la défense. Les attaques de la 6e armée française menées depuis la région de Villers-Cotterêts rendent nécessaire le retrait allemand de l'arc de la Marne vers la Vesle et l'Aisne au début du mois d'août. Après de nouveaux combats de retraite, le corps d'armée est transféré à la 3e armée allemande. Fin octobre 1918, la 9e division de Landwehr (de), la 199e division d'infanterie et la 3e division de la Garde sont sous les ordres du commandement.

## Compostion
Lorsque le corps est formé en août 1914, les éléments suivants sont subordonnés:
49e division de réserve :
- 97e brigade d'infanterie de réserve

225e régiment d'infanterie de réserve
226e régiment d'infanterie de réserve
- 98e brigade d'infanterie de réserve

227e régiment d'infanterie de réserve
228e régiment d'infanterie de réserve
- 49e détachement de cavalerie de réserve
- 49e régiment d'artillerie de campagne de réserve (9 batteries)
- 49e compagnie du génie de réserve

50e division de réserve :
- 99e brigade d'infanterie de réserve

229e régiment d'infanterie de réserve
230e régiment d'infanterie de réserve
- 100e brigade d'infanterie de réserve

231e régiment d'infanterie de réserve
232e régiment d'infanterie de réserve
- 50e détachement de cavalerie de réserve
- 50e régiment d'artillerie de campagne de réserve (9 batteries)
- 50e compagnie du génie de réserve

## Général commandant
| Grade                  | Nom                           | Date                                  |
| ---------------------- | ----------------------------- | ------------------------------------- |
| General der Infanterie | Reinhard von Scheffer-Boyadel | 25 août 1914 au 3 septembre 1916      |
| Generalleutnant        | Karl Surén (hr)               | 3 septembre 1916 au 18 novembre 1916  |
| Generalleutnant        | Manfred von Richthofen        | 18 novembre 1916 au 8 mars 1917       |
| Generalleutnant        | Konstanz von Heineccius       | 8 mars 1917 au 23 novembre 1917       |
| General der Infanterie | Horst Edler von der Planitz   | 23 novembre 1917 au 20 décembre 1917  |
| Generalleutnant        | Wilhelm Groener               | 20 décembre 1917 au 25 février 1918   |
| General der Infanterie | Arnold von Winckler           | 25 février 1918 à la fin de la guerre |